# Романовский 212-й пехотный полк
Не путать с 212-й пехотный запасный полк
212-й пехотный Романовский полк — пехотная воинская часть Русской императорской армии второй очереди. Сформирован для участия в Первой мировой войне.

## История
- Формировался с 17.07.1914 в г. Москве из кадра 4-го гренадерского Несвижского полка 1-й гренадерской дивизии[1].

Выехал по железной дороге 14.08.1914 из Москвы и прибыл 31.08.1914 в Ковно, где находился до 25.09.1914 в составе гарнизона Ковенской крепости.
Принимал участие в боях на Северо-Западном фронте – при отходе русской армии из Восточной Пруссии. Понес серьезные потери в боях у Вержболово в Польше. С ноября 1914 года участвовал в тяжелых боях в районе Лодзи, где сдерживал попытки немецкого прорыва Северо-Западного фронта.
Численность на 1 февраля 1915 года 2361 чел. Зимой 1915 года Романовский полк в составе 20-го армейского корпуса 10-й армии Северо-Западного фронта в Восточной Пруссии, попал в окружение в ходе Ласдененской операции.
Перед последним решающим боем на прорыв 8-го февраля 1915 года в 212-м Романовском пехотном  полку оставалось только 800 человек. Личный состав полка I-го формирования почти полностью погиб или попал в плен 2-8 февраля 1915 года в ходе Августовской операции – при окружении и поражении войск корпуса генерала П. И. Булгакова в Августовских лесах (на северо-восток от г. Августов, Сувалкской губернии, ныне – Подляское воеводство, Польша). 
Знамя полка пытался вынести на себе полковой адъютант подпоручик Ровинский, Михаил Александрович, попавший 08.02.1915 в германский плен; древко знамени было зарыто в землю и обнаружено в марте 1915 г. солдатами 29-й пехотной дивизии при сборе оружия на местах боев. 
Остатки войск разгромленной 53-й пехотной дивизии прибыли к 08.02.1915 в г. Гродно, где сведены в «сборный полк 53-й пехотной дивизии», в состав которого из 212-го пехотного Романовского полка вошли сводная рота (274 чел.), нестроевая команда (60 чел.) и 4-й батальон (300 чел.), 13 офицеров, 2 военных чиновника и 1 священник. Командование остатками полка принял капитан Сидоров, Михаил Ильич
В июле 1916 года 212-му пехотному Романовскому полку приказом по 20-й пехотной дивизии была поставлена задача: наступать за 77-м пехотным Тенгинским полком, наступавшим на м. Киселин, но пойдя передовые окопы неприятеля,, сохранить это направление, придерживаясь левым флангом полка северо-восточного угла м. Киселин и католического кладбища для атаки высоты 107.4, что севернее м. Киселин.
Таким образом, полк должен был образовать правое крыло боевой линии, заняв правый боевой участок и имея в резерве 80-й Кабардинский полк.

## В составе
- 2-я бригада / 53-я пехотная дивизия / Северо-Западный фронт

01.07.1914 — 31.07.1914
2-я бригада / 53-я пехотная дивизия / 24-й армейский корпус / Северо-Западный фронт
01.09.1914 — 30.09.1914
2-я бригада / 53-я пехотная дивизия / 20-й армейский корпус / Северо-Западный фронт
01.01.1915 — 28.02.1915
2-я бригада / 53-я пехотная дивизия / 5-й Кавказский армейский корпус / Северный фронт
01.08.1915 — 31.08.1915
2-я бригада / 53-я пехотная дивизия / 23-й армейский корпус / Юго-Западный фронт
01.06.1916 — 30.06.1916
2-я бригада / 53-я пехотная дивизия / 39-й армейский корпус / Юго-Западный фронт
01.11.1917 — 30.11.1917
2-я бригада / 53-я пехотная дивизия / 23-й армейский корпус / 8-я Армия / Юго-Западный фронт
12.06.1916 — 15.09.1916
2-я бригада / 53-я пехотная дивизия / 39-й армейский корпус / Особая армия / Юго-Западный фронт
15.09.1916 — 31.12.1917
2-я бригада / 53-я пехотная дивизия / 1-я Армия / Северо-Западный фронт
18.07.1914 — 31.08.1914
2-я бригада / 53-я пехотная дивизия / 20-й армейский корпус / 1-я Армия / Северо-Западный фронт
31.08.1914 — 23.10.1914
2-я бригада / 53-я пехотная дивизия / 20-й армейский корпус / 10-я Армия / Северо-Западный фронт
23.10.1914 — 10.01.1915
2-я бригада / 53-я пехотная дивизия / 20-й армейский корпус / 12-я Армия / Северо-Западный фронт
10.01.1915 — 26.02.1915
2-я бригада / 53-я пехотная дивизия / 34-й армейский корпус / 10-я Армия / Северо-Западный фронт
30.04.1915 — 11.08.1915
2-я бригада / 53-я пехотная дивизия / 34-й армейский корпус / 10-я Армия / Западный фронт
11.08.1915 — 18.09.1915
2-я бригада / 53-я пехотная дивизия / 34-й армейский корпус / 2-я Армия / Западный фронт
18.09.1915 — 07.12.1915
2-я бригада / 53-я пехотная дивизия / 34-й армейский корпус / 1-я Армия / Западный фронт
07.12.1915 — 01.02.1916
2-я бригада / 53-я пехотная дивизия / 34-й армейский корпус / 4-я Армия / Западный фронт
01.02.1916 — 22.05.1916
2-я бригада / 53-я пехотная дивизия / 23-й армейский корпус / 3-я Армия / Западный фронт
22.05.1916 — 12.06.1916
2-я бригада / 53-я пехотная дивизия / 39-й армейский корпус / Особая армия / Западный фронт
01.11.1916 — 21.07.1917

## Командиры полка
- 16.08.1914 – 23.12.1914 – полковник Малинко, Иван Федорович (реально – с 17.07.1914; назначен Высочайшим приказом 16.08.1914);
- 23.12.1914 – 20.03.1915 – полковник Ерофеев, Евгений Семенович (с 08(21 н.ст.).02.1915 – в германском плену. Высочайший приказ 20.03.1915 исключен из списков без вести пропавшим);
- __.02.1915 – __.__.1915 – капитан Сидоров, Михаил Ильич (временно командующий полком);
- 20.03.1915 – 09.10.1915 – полковник Малинко, Иван Федорович;
- 09.10.1915 – 28.06.1916 – полковник Гафферберг, Федор Иванович (16.12.1860 – 07.1916);
- 28.06.1916 – 31.03.1917 – полковник Редько, Михаил Ефимович;
- 06.05.1917 – полковник Пиотровский, Владислав Иванович

### В полку служили
- Кривчиков, Александр Эммануилович — поручик; кавалер Ордена Св. Владимира IV ст. с мечами и бантом, впоследствии кавалер Ордена Красного Знамени (1922)[5]. Расстрелян в 1938 году. Реабилитирован в 1956.
- Кузин, Андриан Тимофеевич — с июля 1916 года по июнь 1917 года  рядовой, младший унтер-офицер, впоследствии  советский военачальник, полковник.